# Butch Goring
Robert Thomas „Butch“ Goring (* 22. Oktober 1949 in Saint-Boniface, Manitoba) ist ein ehemaliger kanadischer Eishockeyspieler und -trainer. Der Center bestritt zwischen 1969 und 1985 über 1100 Partien für die Los Angeles Kings, New York Islanders und Boston Bruins in der National Hockey League. Mit den Islanders gewann er zwischen 1980 und 1983 viermal in Folge den Stanley Cup und wurde dabei in den Playoffs 1981 mit der Conn Smythe Trophy als wertvollster Spieler ausgezeichnet. Obwohl er nur vier volle Spielzeiten in New York verbrachte – gegenüber zehn in Los Angeles – sperrten die Islanders seine Trikotnummer 91 im Februar 2020. Im Trikot der Kings erhielt er bereits 1978 die Lady Byng Memorial Trophy sowie die Bill Masterton Memorial Trophy in Anerkennung seiner sportlichen Fairness. Als Cheftrainer war Goring jeweils kurzzeitig für die Islanders und die Bruins in der NHL tätig, bevor er Anfang der 2000er Jahre die Frankfurt Lions, Krefeld Pinguine und DEG Metro Stars in der Deutschen Eishockey Liga trainierte.

## Karriere

### Als Spieler
Butch Goring wurde im NHL Amateur Draft 1969 von den Los Angeles Kings an Position 51 gezogen. Er begann auch gleich im Herbst bei den Kings, spielte parallel dazu beim Farmteam, den Springfield Kings in der AHL. 1970–1971 führte er Springfield in den Playoffs zum Gewinn des Calder Cup. Goring war in den Playoffs bester Torschütze, bester Vorlagengeber und bester Scorer.
In den weiteren acht Jahren in Los Angeles wurde er bekannt für seine Fähigkeiten bei Bullies, in der Defensive und in Unterzahlsituationen und er erzielte in vier unterschiedlichen Spielzeiten mehr als 30 Tore. 1978 wurde ihm die Lady Byng Memorial Trophy und die Bill Masterton Memorial Trophy verliehen. Zum einen für seine spielerischen Fähigkeiten in Verbindung mit Fairness und zum anderen für seine Hingabe und Ausdauer um das Eishockey. Im März 1980 wechselte er zu den New York Islanders, wo er eine der Schlüsselspieler war, die wenige Monate später den ersten Stanley Cup für die Islanders holte. In den folgenden drei Jahren wiederholten sie den Erfolg. Goring wurde dabei 1981 mit der Conn Smythe Trophy als wertvollster Spieler der Playoffs ausgezeichnet. Von 1982 an war Goring bei den Islanders parallel zu seiner Spielerkarriere noch als Assistenz-Trainer tätig.
Während der Saison 1985/86 wurde er von den New York Islanders entlassen und spielte den Rest der Saison beim Ligakonkurrenten Boston Bruins, bei denen er zu Beginn der nächsten Saison den Posten als Cheftrainer annahm. Trotz einer relativ positiven Bilanz wurde er 1987 entlassen und heuerte für den Rest der Spielzeit bei den Nova Scotia Oilers in der AHL als Spieler an. Danach beendete er endgültig seine Spielerkarriere.
Mit der kanadischen Nationalmannschaft nahm Goring am Canada Cup 1981 teil und gewann mit der Mannschaft die Silbermedaille. Im Turnierverlauf kam der Angreifer zu sieben Einsätzen und erzielte fünf Punkte.
Im Februar 2020 wurde seine Trikotnummer 91 von den New York Islanders gesperrt und wird somit nicht mehr vergeben.

### Als Trainer
Die folgenden Jahre trainierte er das Farmteam der New York Islanders in der AHL und ein Team der WHL. 1993 übernahm er das IHL-Team Las Vegas Thunder, das von 82 Spielen 52 gewinnen konnte. Nach der Saison wechselte er in der IHL zum Farmteam der New York Islanders, den Denver Grizzlies. Dort konnte er seine erfolgreiche Arbeit fortsetzen und gewann gleich im ersten Jahr die Meisterschaft. Im Sommer zog die Mannschaft nach Utah um und nannte sich fortan Utah Grizzlies. Goring konnte mit dem Team den Erfolg vom Vorjahr wiederholen und gewann erneut die Meisterschaft. In beiden Jahren wurde er mit der Commissioner’s Trophy als bester Trainer der IHL ausgezeichnet.
Bis Sommer 1999 trainierte er die Grizzlies, dann wurde er zum Cheftrainer der New York Islanders befördert. Das Team hatte schon lange nicht mehr den Glanz der Tage als Goring noch Spieler war und spielte zum letzten Mal 1994 in den Playoffs. In den zwei Jahren, in denen Goring Trainer der Islanders war, konnte sich daran nichts ändern und er machte Platz für einen neuen Cheftrainer. Die Saison 2001–2002 trainierte er in der WCHL die Anchorage Aces, wurde dort jedoch nach wenigen Monaten entlassen.
Im Januar übernahm er den Posten als Cheftrainer der Frankfurt Lions in der DEL. Verpasste die Playoff-Plätze aber deutlich. Während der Saison 2002–2003 verpflichteten die Krefeld Pinguine ihn als neuen Trainer. Und das war von Erfolg gekrönt. Die Pinguine erreichten die Playoff-Plätze, schalteten Düsseldorf und Berlin aus und besiegten schlussendlich im Finale die Kölner Haie. Im nächsten Jahr war die Arbeit für Butch Goring in Krefeld schon wieder vorbei. Zur Hälfte der Saison wurde er entlassen. Während der Saison 2004–2005 nahmen ihn die DEG Metro Stars unter Vertrag. Die Metro Stars bedrohte der Abstieg, doch am Ende der Spielzeit konnte man sich retten. Düsseldorf entschied sich das Team neu zu strukturieren und suchte sich einen neuen Trainer. Dies sollte zugleich Gorings letzte Station als Trainer im professionellen Eishockey sein.

## Erfolge und Auszeichnungen

### Als Spieler
| - 1971 Calder-Cup-Gewinn mit den Springfield Kings - 1978 Lady Byng Memorial Trophy - 1978 Bill Masterton Memorial Trophy - 1980 Teilnahme am NHL All-Star Game - 1980 Stanley-Cup-Gewinn mit den New York Islanders - 1981 Stanley-Cup-Gewinn mit den New York Islanders | - 1981 Conn Smythe Trophy - 1981 Silbermedaille beim Canada Cup - 1982 Stanley-Cup-Gewinn mit den New York Islanders - 1983 Stanley-Cup-Gewinn mit den New York Islanders - 2020 Sperrung der Trikotnummer 91 durch die New York Islanders |

### Als Trainer
| - 1995 Turner-Cup-Gewinn mit den Denver Grizzlies - 1995 Commissioner’s Trophy - 1996 Turner-Cup-Gewinn mit den Utah Grizzlies | - 1996 Commissioner’s Trophy - 2003 Deutscher Meister mit den Krefeld Pinguinen |

## Karrierestatistik

### Spielerstatistik

#### International
Vertrat Kanada bei:
- Canada Cup 1981

(Legende zur Spielerstatistik: Sp oder GP = absolvierte Spiele; T oder G = erzielte Tore; V oder A = erzielte Assists; Pkt oder Pts = erzielte Scorerpunkte; SM oder PIM = erhaltene Strafminuten; +/− = Plus/Minus-Bilanz; PP = erzielte Überzahltore; SH = erzielte Unterzahltore; GW = erzielte Siegtore; 1 Play-downs/Relegation; Kursiv: Statistik nicht vollständig)

### NHL-Trainerstatistik
(Legende zur Trainerstatistik: Sp oder GC = Spiele insgesamt; W oder S = erzielte Siege; L oder N = erzielte Niederlagen; T oder U = erzielte Unentschieden; OTL oder OTN = erzielte Niederlagen nach Overtime oder Shootout; Pts oder Pkt = erzielte Punkte; Pts% oder Pkt% = Punktquote; Win% = Siegquote; Resultat = erreichte Runde in den Play-offs)

## Trivia
- Er hat in seiner NHL-Karriere in 1107 Spielen nur 102 Strafminuten kassiert. Kein Spieler in der Geschichte der NHL, der mehr als 1000 Spiele absolviert hat, wurde so selten auf die Strafbank geschickt.
- Butch Goring war einer der ersten Spieler, die einen Helm getragen haben.
- Er war der letzte aktive Spieler, der schon in den sechziger Jahren in der NHL gespielt hatte.